# Astrakan Café
Albums de Anouar Brahem
Thimar
(1998) Charmediterranéen
(2002)
Astrakan Café est le sixième album du musicien de jazz tunisien Anouar Brahem, paru en 2000 sous le label ECM.
Anouar Brahem y est accompagné par le percussionniste Lassâad Hosni, qui l'avait déjà accompagné sur son premier album Barzakh, ainsi que par  Barbaros Erköse, un clarinettiste turc d'origine gitane.

## Historique
L'album, produit par Manfred Eicher, a été enregistré en 2000 par Markus Heiland pour le label ECM. 
La conception de la jaquette a été assurée par Sascha Kleis et les photographies sont de Moncef Fehri et de Gérald Minkoff.

## Titres
1. Aube rouge à Grozny
2. Astrakan Café (1)
3. The Mozdok's Train
4. Blue Jewels
5. Nihawend Lunga
6. Ashkabad
7. Halfaouine
8. Parfum de Gitane
9. Khotan
10. Karakoum
11. Astara
12. Dar es Salaam
13. Hijaz pechref
14. Astrakan Café (2)

## Musiciens
- Anouar Brahem : oud
- Barbaros Erköse : clarinette
- Lassâad Hosni : percussions